# Кастільєхар
Кастільєхар (ісп. Castilléjar) — муніципалітет в Іспанії, у складі автономної спільноти Андалусія, у провінції Гранада. Населення — 1580 осіб (2010).
Муніципалітет розташований на відстані близько 310 км на південь від Мадрида, 100 км на північний схід від Гранади.
На території муніципалітету розташовані такі населені пункти: (дані про населення за 2010 рік)
- Лос-Карріонес: 289 осіб
- Кастільєхар: 1068 осіб
- Ель-Олівар: 223 особи

## Демографія
Динаміка населення (INE ):

## Галерея зображень

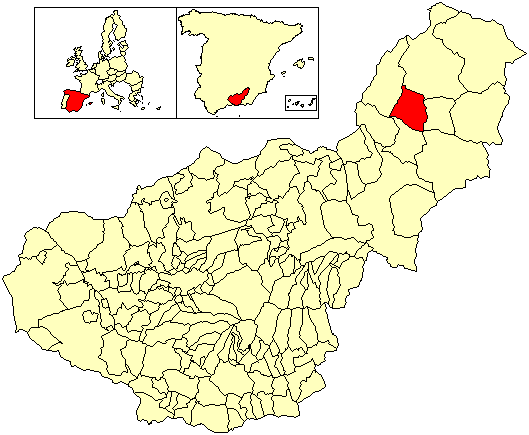
Розташування муніципалітету у провінції Гранада